# Chasan

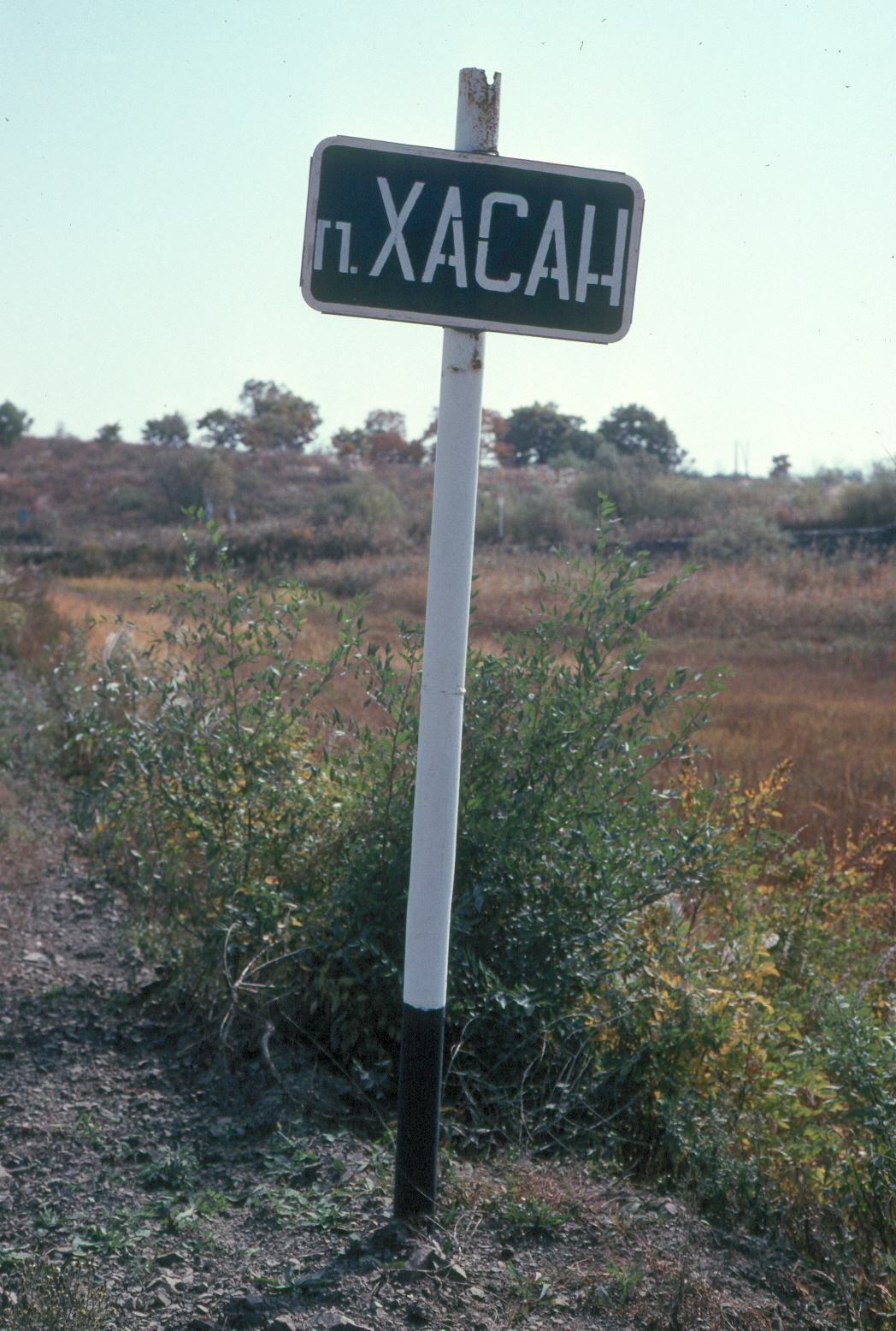
En skylt vid infarten till Chasan.

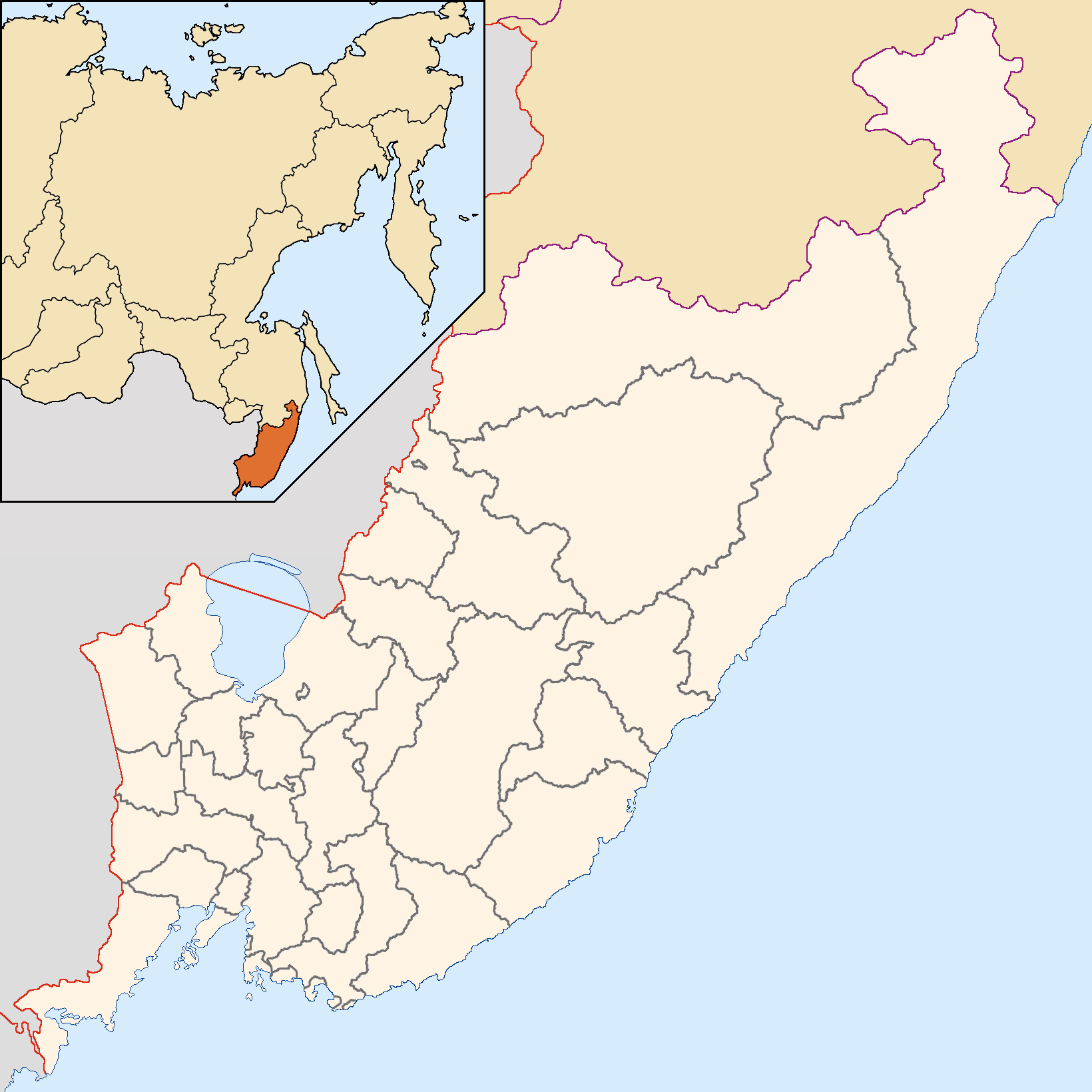
Primorskij kraj, där Chasan ligger längst ner till vänster på kartan.

Chasan (ryska: Хаса́н) är en mindre ort i Chasandistriktet i Primorskij kraj i östra Ryssland. Orten ligger direkt i anslutning till gränsen mot Nordkorea och hade 660 invånare i början av 2015. Orten grundades 1959 och har sin nuvarande administrativa status sedan 1983.

## Geografi
Chasan är den enda ryska bosättning belägen vid gränsen mellan Ryssland och Nordkorea. Den ligger nära Chasansjön och Tumenfloden. Gränsen mellan Ryssland och Nordkorea löper längs med floden. Genom återkommande säsongsfloder har floden minskat Rysslands landyta och samtidigt hotat både Chasans och Peschanajas gränsstationer. På den nordkoreanska sidan av gränsen ligger Tumangang, och den närmaste kinesiska staden är Fangchuancun.

## Järnväg

### Bakgrund och bygge
Khasan har en järnvägsstation på den "fjärranöstliga järnvägen" från Vladivostok till nordkoreanska Rason. Den är en länk mellan Ryssland och Nordkorea genom järnvägsbron över floden kallad Koreansk-ryska vänskapsbron (koreanska: 조러친선교).
Bygget av järnvägen avslutades efter andra världskriget. Chasanstationen på linjen öppnades 28 september 1951 (mitt under Koreakriget). Året efter påbörjades trafik mellan Sovjetunionen och Nordkorea genom en tillfällig träbro. Under de kommande åren utökades trafiken över bron, vilket gjorde träbron otillräcklig. 1959 beslutades därför om bygget av den gemensamt (av båda gränsländerna) konstruerade "Vänskapsbron". Bron sammanfaller med ett byte i rälsbredd, mellan den ryska 1520 mm och den koreanska 1435 mm.

### Trafik och nedgång
Järnvägslinjen har på sistone använts högst begränsat, med endast 10 000 passagerare under hela 2005. 1988 uppgick godstrafiken i båda riktningar till 5 miljoner ton, men 2001 hade denna sjunkit till endast 144 000 ton.
Under 1990-talet förföll järnvägen, under den ekonomiska krisen i Ryssland. 1996 var Nordkorea skyldigt Rysslands järnvägar 20 miljoner dollar. Skulden byggdes under åren 1991–96 på, medan Nordkorea beslagtagit och i egen regi utnyttjat de ryska järnvägsvagnar som fanns på nordkoreanskt territorium. Situationen ledde till att Rysslands järnvägsminister till slut utfärdade ett förbud mot järnvägstrafik från Chasan till Nordkorea, vilket i praktiken isolerade Nordkorea från den ryska marknaden. Krisen löstes september 1996, när Nordkorea gick med på att betala motsvarande 26 miljoner US-dollar av skulden.

### Återuppbyggande
I början av 2000-talet förbättrades situationen, och investeringar gjordes för att förbättra och modernisera järnvägsnätet i området. 2002 fick järnvägsstationen i Chasan ett nytt tak, och banvallen höjdes 2002–03 genom ifyllnad av makadam. 2001 lade Rysslands järnvägar ut en fiberoptisk länk från Ussurijsk till Chasanstationen, vilket gjorde det möjligt att koppla Chasan till det centrala datasystemet för järnvägar i östligaste Ryssland.
April 2008 undertecknade Ryssland och Nordkorea ett länge efterlängtat avtal om återuppbyggnad av järnvägslinjen till Nordkorea. I avtalet sades att de två länderna skulle renovera linjen från Rysslands gränsstad Chasa till den nordkoreanska hamnstaden Rajin, där marin godstrafik till och från Sydkorea var föremål för omlastning. För att sätta projektet i verket bildades ett samriskbolag mellan Ryska järnvägarna och Rajins hamn. Bolaget sattes upp med en livslängd på 49 år, med 70 procent av aktierna i rysk ägo och 30 procent i nordkoreansk ägo. Oktober 2011 testades sträckan Rajin–Chasan med tåg. Februari 2012 hade en ny, dubbelspårig räls på 32 kilometers längd lagts ut på Rajin–Chasan-sträckan, en fullständig ombyggnad av 20 km av linjen genomförts, växlar och spår lagts ut, ett antal järnvägsstationer byggts om, arbete på järnvägstunnlar påbörjats, centrala telekommunikations- och elektriska linjer dragits ut och dräneringssystem åter satts i bruk.

## Bilväg
Den återuppbyggda Chasan–Razdolnoje-vägen mellan Chasan, hamnarna Zarubino och Posiet, samt orten Razdolnoje färdigställdes november 2007.